# Иоанна Английская
Иоа́нна (Джоа́нна) Англи́йская (октябрь 1165, Анже — 4 сентября 1199, Фонтевро) — дочь английского короля Генриха II и Алиеноры Аквитанской, в первом браке замужем за королём Сицилии Вильгельмом II Добрым, во втором браке — за графом Тулузским Раймундом VI.

## Происхождение и первый брак
Джоанна Английская была седьмым ребёнком (и третьей дочерью) Генриха II Плантагенета, короля Англии, и Алиеноры Аквитанской. Её братьями были английские короли Ричард I Львиное Сердце и Джон Безземельный. Юность Джоанны прошла при дворе её матери в Винчестере и Пуатье.
Отец Джоанны Генрих II был создателем обширной «Анжуйской империи», включавшей в себя Англию и Нормандию, то есть наследство Нормандской династии, собственное графство Анжу и значительное герцогство Аквитанию, приданое его жены Алиеноры. Браки своих детей Генрих II устраивал с тем, чтобы расширить владения или обеспечить прочные союзы с соседними монархиями. Уже в 1168 году Генрих II предложил руку трёхлетней Джоанны королю Сицилии Вильгельму II Доброму, тогда ещё несовершеннолетнему. Предложение было принято сицилийским двором, и в начале 1170 года полномочные посланники Сицилии граф Робер де Лорителло и Ричард Палмер, епископ Сиракуз, прибыли в Ананьи для обсуждения намечающегося брака с папой Александром III. Папа не возражал против этого союза, а после примирения Генриха II и Томаса Бекета летом 1170 года вопрос был окончательно решён. Но убийство Томаса Бекета 29 декабря 1170 года, совершённое, как минимум, с ведома Генриха II, навлекло на английского короля отлучение от Церкви, и переговоры о сицилийско-английском брачном союзе были прерваны.
В последующие годы Вильгельм II рассматривал предложения о браке, поступившие от византийского императора Мануила I Комнина и западного императора Фридриха I Барбароссы. По разным причинам, оба проектируемых союза не состоялись. Тем временем, Генрих II принёс публичное покаяние за соучастие в убийстве Томаса Бекета и был прощён папой. Теперь уже папа Александр III, не желавший возможного союза между германским императором и Сицилией, инициировал возобновление переговоров о браке Вильгельма II Доброго и Джоанны Английской.
В начале 1176 года послы Вильгельма II Доброго прибыли в Лондон просить руки Джоанны для своего монарха. Генрих II согласился, и сицилийские послы приехали в Винчестер, чтобы убедиться в привлекательности невесты. Джоанна понравилась послам своего жениха, официальная помолвка состоялась 20 мая 1176 года, и 26 августа 1176 года Джоанна, окружённая свитой, покинула Англию. 2 февраля 1177 года Джоанна прибыла в Палермо и впервые встретилась со своим женихом. 13 февраля Вильгельм II Добрый и Джоанна Английская обвенчались в Палатинской капелле в Палермо, после чего Джоанна была помазана и коронована как королева Сицилии.
По отзывам современников, брак Вильгельма II и Джоанны был счастливым, а само царствование Вильгельма II осталось в памяти сицилийцев «золотым веком». Но королевская чета так и не произвела на свет наследника, что стало причиной последующего падения Норманнского королевства в Южной Италии. Впрочем, один из хронистов (Роберт де Ториньи) упоминает о рождённом в 1182 году Боэмунде Апулийском — сыне Вильгельма II и Джоанны. Это сообщение, принадлежащее перу северофранцузского летописца, не подтверждается другими (в том числе итальянскими) источниками и не может считаться достоверным. Но даже если допустить рождение этого ребёнка, его не было в живых к моменту смерти Вильгельма II.
Вильгельм II скончался 18 ноября 1189 года, не назначив себе преемника. В январе 1190 года королём Сицилии был избран его двоюродный брат Танкред, из-за своего незаконного происхождения не имевший прав на престол. Его воцарение было оспорено Генрихом Гогенштауфеном, женатым на Констанции, тётке Вильгельма II.

## Конфликт между Танкредом и Ричардом Львиное Сердце
Избранный после смерти Вильгельма II новый сицилийский король Танкред ограничил свободу Джоанны, не выплатил полагавшейся ей вдовьей доли и присваивал доходы от переданного ей по брачному контракту графства Монте-Сант-Анджело. Брат Джоанны Ричард I Львиное Сердце, во время Третьего крестового похода прибыв в Мессину 23 сентября 1190 года, потребовал от Танкреда восстановления законных прав Джоанны. Танкред освободил Джоанну и выплатил ей денежную компенсацию. Но Ричард потребовал удовлетворения всех своих требований.
30 сентября 1190 года Ричард пересек Мессинский пролив, захватил город Багнару в Калабрии и оставил там Джоанну под защитой английского гарнизона. Затем, по возвращении в Мессину, англичане заняли греческий монастырь Спасителя, изгнав оттуда монахов. 3 октября 1190 года жители Мессины, возмущенные поведением англичан, блокировали их в монастыре. Ричард, в свою очередь, ворвался в город и подверг его грабежам и насилию. Ричард потребовал от ограбленных горожан заложников и для предотвращения новых антианглийских выступлений построил на горе за стенами города деревянный форт с оскорбительным название Матегрифон — узда для греков.
Танкред, не имея возможности воевать с крестоносцами, начал переговоры с Ричардом, увенчавшиеся Мессинским договором 11 ноября 1190 года. В соответствии с этим договором Танкред выплачивал Джоанне Английской дополнительное вознаграждение за графство Монте-Сан-Анджело, которое оставлял за собой, а также компенсировал Ричарду потерю (действительную или мнимую) обещанного Вильгельмом II наследства. Малолетний племянник и наследник Ричарда I Артур Бретонский был помолвлен с дочерью Танкреда. В обмен на это, Ричард обещал Танкреду военную помощь на протяжении всего времени своего нахождения в Южной Италии, компенсацию убытков от разорения Мессины и разрушение Матегрифона. На этом конфликт Танкреда и Ричарда вокруг вдовьей доли Джоанны Английской был исчерпан.

## Участие вТретьем крестовом походе
30 марта 1191 года в Мессину прибыла невеста Ричарда Беренгария Наваррская, сопровождаемая Алиенорой Аквитанской. Так как начался Великий пост, что делало венчание Ричарда и Беренгарии невозможным, было решено, что Беренгария Наваррская присоединится к Ричарду в крестовом походе, и они сочетаются браком позже. Беренгарию в путешествии должна была сопровождать дама её ранга, а, поскольку Алиенора была уже в преклонных летах, спутницей Беренгарии стала Джоанна Английская. Через два дня после отплытия корабль, на котором плыли дамы, попал в шторм, сбился с курса и оказался у берегов Кипра. Самопровозглашённый император Кипра Исаак Комнин собирался взять принцесс в плен, и только прибытие флота Ричарда спасло их от плена. Исаак Комнин потерпел поражение и был брошен Ричардом в темницу. В Лимасоле Ричард и Беренгария обвенчались, и Джоанна и её невестка Беренгария отпыли в Акру.
Ричард Львиное Сердце, поняв, что крестоносцы навряд ли смогут овладеть Иерусалимом и тем более удержать его в руках, начал переговоры с Саладином. Одним из вариантом примирения двух врагов был брак между Аль-Адилем, братом Саладина, и Джоанной Английской, при этом новобрачные должны были совместно править Святым городом. Но Джоанна наотрез отказалась выходить замуж за мусульманина, и предполагаемый союз не состоялся.

## Второй брак
После окончания Третьего крестового похода (1192) Джоанна и Беренгария Наваррская вместе вернулись из Акры во Францию, остановившись по пути на Сицилии. В октябре 1196 года Джоанна вышла замуж за могущественного графа Тулузского Раймунда VI, принеся ему в приданое Керси и Аженуа. В этом браке Джоанна родила троих детей, сняв с себя обвинения сицилийских хронистов (в том числе, Петра из Эболи) в бесплодии. В 1199 году беременная третьим ребёнком Джоанна, правившая графством в отсутствие мужа, осадила мятежных баронов в замке Ле-Кассе, но обнаружила среди своих воинов заговор. Спасая свою жизнь, Джоанна уехала в Руан, где нашла приют у своей матери Алиеноры Аквитанской. 4 сентября 1199 года Джоанна умерла в третьих родах в аббатстве Фонтевро, принеся на смертном одре монашеские обеты. Джоанна погребена в Фонтевро в семейной усыпальнице Плантагенетов рядом со своими родителями — Генрихом II и Алиенорой Аквитанской — и братом Ричардом Львиное Сердце.

## След в искусстве
Джоанна является прототипом героини романа Вальтера Скотта «Талисман» Эдит Плантагенет. В романе Эдит является любимой родственницей Ричарда Львиное Сердце, который, тем не менее, готов выдать её за Саладина. Как и в реальной истории, Эдит отвергает сватовство Саладина и (уже романтическая выдумка писателя) выходит замуж за простого шотландского рыцаря Кеннета
В сериале  «Доктор Кто» / Doctor Who (эпизод «Крестовый поход» / The Crusade, 1965; Великобритания), реж. Дуглас Кэмфилд, роль Иоанны играет актриса Джин Марш
В соборе Монреале среди мозаик апсиды находится ещё одно свидетельство об Джоанне Английской. Во втором сверху ряду святых находится изображение святого Томаса Кентерберийского (Томаса Бекета). Мозаики апсиды выполнены при жизни Вильгельма II, то есть до 1189 года, всего через двадцать лет после мученической кончины Томаса Бекета. Это одно самое раннее из известных иконографических изображений святого. Поскольку Джоанна Английская лично знала и глубоко уважала священномученика, считается, что его образ помещён в Монреале по желанию королевы.